# NGC 1587
NGC 1587 في الفهرس العام الجديد، هي مجرة، تقع في كوكبة الثور (كوكبة). اكتشفت في 19 ديسمبر 1783 بواسطة ويليام هيرشل.

## روابط خارجية
- NGC 1587 على موقع ويكي سكاي: DSS2, SDSS, GALEX, IRAS, Hydrogen α, X-Ray, Astrophoto, Sky Map, Articles and images